# I liga seria A polska w piłce siatkowej mężczyzn (1996/1997)
I liga seria A polska w piłce siatkowej mężczyzn 1996/1997 − 61. edycja rozgrywek o mistrzostwo Polski w piłce siatkowej mężczyzn.
Po rundzie zasadniczej 4 najlepsze zespoły przeszły do grupy mistrzowskiej, a pozostałe 4 walczyły w grupie o utrzymanie.
Związku z powiększeniem ligi od następnego sezonu do 12 zespołów, nikt nie spadł do niższej ligi.

## Drużyny uczestniczące
| | I liga seria A 1996/1997         |   |      |
| --- | -------------------------------- | - | ---- |
| SOS | Kazimierz Płomień Sosnowiec      | 1 | PEMK |
| LEG | Legia Warszawa                   | 2 | CEV  |
| CZE | AZS Yawal Częstochowa            | 3 | CEV  |
| NYS | Stal Hochland Nysa               | 4 | PEZP |
| SZC | Solo Morze Szczecin              | 5 |      |
| RAD | Czarni Radom                     | 6 |      |
| KED | Mostostal-Azoty Kędzierzyn-Koźle | 7 |      |
| | Awans z serii B                  |   |      |
| RDL | Górnik Radlin                    | 1 |      |
| Oznaczenia: - kolumna pierwsza – skróty nazw drużyn wpisane na mapie (jeśli ta została zamieszczona), - kolumna trzecia – miejsce zajęte przez daną drużynę w poprzednim sezonie. |                                  |   |      |

## Runda zasadnicza

### Tabela
| Lp. | Drużyna                          | Pkt | Mecze | Mecze | Mecze | Sety | Sety | Sety  |
| Lp. | Drużyna                          | Pkt | M     | W     | P     | wyg. | prz. | ratio |
| --- | -------------------------------- | --- | ----- | ----- | ----- | ---- | ---- | ----- |
| 1   | AZS Yawal Częstochowa            | 49  | 28    | 21    | 7     | 68   | 34   | 2.000 |
| 2   | Mostostal-Azoty Kędzierzyn-Koźle | 49  | 28    | 21    | 7     | 68   | 37   | 1.838 |
| 3   | Solo Morze Szczecin              | 45  | 28    | 17    | 11    | 64   | 42   | 1.524 |
| 4   | Kazimierz Płomień Sosnowiec      | 45  | 28    | 17    | 11    | 58   | 48   | 1.208 |
| 5   | Stal Hochland Nysa               | 39  | 28    | 11    | 17    | 46   | 65   | 0.708 |
| 6   | Czarni Radom                     | 38  | 28    | 10    | 18    | 40   | 62   | 0.645 |
| 7   | Górnik Radlin                    | 35  | 28    | 7     | 21    | 40   | 69   | 0.580 |
| 8   | Legia Warszawa                   | 35  | 28    | 7     | 21    | 40   | 69   | 0.580 |

Źródło: www.historia.azsnysa.pl
Punktacja: zwycięstwo – 2 pkt; porażka – 1 pkt
     Grupa mistrzowska
     Grupa spadkowa

## Klasyfikacja końcowa
| Miejsce | Drużyna                          |
| ------- | -------------------------------- |
| 1       | AZS Yawal Częstochowa            |
| 2       | Mostostal-Azoty Kędzierzyn-Koźle |
| 3       | Solo Morze Szczecin              |
| 4       | Kazimierz Płomień Sosnowiec      |
| 5       | Czarni Radom                     |
| 6       | Legia Warszawa                   |
| 7       | Stal Hochland Nysa               |
| 8       | Górnik Radlin                    |

     Puchar Europy Mistrzów Krajowych 1997/1998
     Puchar CEV 1997/1998
     Puchar Europy Zdobywców Pucharów 1997/1998
     spadek do serii B